# Campeonato Argentino de Futebol de 1913 (AAF)
O Campeonato Argentino de Futebol de 1913, originalmente denominado Copa Campeonato 1913, foi o vigésimo terceiro torneio da Primeira Divisão do futebol argentino. O certame foi organizado pela entidade oficial, a Asociación Argentina de Football, e foi disputado entre 13 de abril e 28 de dezembro de 1913, simultaneamente com a realização do torneio da Federación Argentina de Football. O Racing Club conquistou o seu primeiro título de campeão argentino.

## Participantes
| Equipe              | Cidade               |
| ------------------- | -------------------- |
| Banfield            | Banfield             |
| Belgrano Athletic   | Buenos Aires         |
| Boca Juniors        | Buenos Aires         |
| Comercio            | Buenos Aires         |
| Estudiantes         | Buenos Aires         |
| Estudiantil Porteño | Buenos Aires         |
| Ferro Carril Oeste  | Buenos Aires         |
| Ferrocarril Sud     | Remedios de Escalada |
| Olivos              | Olivos               |
| Platense            | Buenos Aires         |
| Quilmes             | Quilmes              |
| Racing Club         | Avellaneda           |
| Riachuelo           | Buenos Aires         |
| River Plate         | Buenos Aires         |
| San Isidro          | San Isidro           |

## Premiação
| Campeonato Argentino de Futebol de 1913 (AAF) |
| --------------------------------------------- |
| Racing Club Campeão (1° título)               |

## Bibliografía
- Estévez, Diego (2010). 38 Campeones del fútbol argentino 1891-2010. [S.l.]: Ediciones Continente. ISBN 978-950-754-301-2